# Validació lingüística
La validació lingüística és el procés d'investigar la fiabilitat, l'equivalència conceptual i la validesa del contingut de les traduccions dels qüestionaris directes als pacients.

## Metodologia
En la majoria de casos, la validació lingüística fa referència al procés pel qual el text traduït es verifica de forma activa amb pacients de la població d'arribada i dels grups de la llengua d'arribada a través d'entrevistes cognitives. Per exemple, si el qüestionari directe al pacient intenta mesurar els símptomes de la diabetis en una prova a Dinamarca, els participants en les entrevistes cognitives seran els pacients danesos amb diabetis, ja que tindran el danès com a llengua materna. Aquest exercici garanteix que tota la terminologia serà adequada per ser utilitzada amb la població d'arribada, i que serà expressada i entesa clarament. Aquest exercici també és una eina important per demostrar la validesa del contingut del qüestionari un cop aquest s'hagi de comparar amb el text de sortida. Durant l'entrevista, els participants completen el qüestionari i contesten una sèrie de preguntes obertes. En acabat, expliquen què creuen que significa cada apartat del qüestionari amb les seves pròpies paraules. El resultat d'aquest exercici d'entrevistes cognitives hauria de demostrar, doncs, la comprensió de les traduccions per part dels entrevistats, i seria llavors que, si es veiés que la traducció no ha expressat clarament el significat del text de sortida i ha provocat confusió o males interpretacions, s'hi podrien fer els canvis oportuns. El procés també garanteix una harmonització multilingüe de les traduccions, ja que garanteix que el qüestionari és entès de la mateixa manera per totes les poblacions d'arribada i tots els grups de la llengua d'arribada i, per tant, garanteix que el resultat podrà ser comparat entre els diferents grups lingüístics.
Un mètode alternatiu de dur a terme la validació lingüística és demanant a un metge especialitzat a treballar amb la població d'arribada que revisi el text per garantir que és perfectament comprensible. S'aprofita la comprensió i el coneixement del metge sobre la terminologia més comuna i les frases utilitzades pels grups d'arribada per, d'aquesta manera, assegurar que el vocabulari de la traducció reflecteix el vocabulari que utilitzarien els mateixos pacients de la llengua d'arribada. Alguns experts creuen que amb aquest pas ja n'hi ha prou per validar la traducció d'un qüestionari directe al pacient.
Tanmateix, algunes autoritats reguladores consideren que és preferible validar les traduccions a través de les esmentades entrevistes cognitives amb els pacients de la població d'arribada sempre que sigui possible, i que les revisions dels metges estiguin reservades a traduccions dirigides als metges o a circumstàncies particulars en què preguntar als pacients de la població d'arribada sigui particularment problemàtic (Wild et al. 2005).
Algunes organitzacions o empreses utilitzen el terme ‘validació lingüística’ per referir-se a tot el procés de traducció dels qüestionaris directes als pacients tal com es descriu al Principles of Good Practice (Wild et el 2005), i al Task Force report (Wild et el 2009) per a la Societat Internacional de Farmacoeconomia i Resultats d'Investigació (ISPOR en anglès), fins i tot si el procés no inclou ni entrevistes amb els pacients ni la revisió del text d'un metge. Aquesta metodologia utilitza traduccions dobles, realitzades per separat, que després es combinen en una 'versió unificada' que incorpora el millor d'ambdues traduccions. Aquesta versió unificada o harmonitzada tornarà a ser traduïda a la llengua de sortida (retrotraducció) per dos traductors diferents sense cap coneixement previ del qüestionari original. La retrotraducció serà una finestra a la versió traduïda, i així el mànager del projecte podrà verificar si la traducció reflecteix fidelment els conceptes que pretenia mesurar el qüestionari original. Aquest pas es coneix com a revisió de la retrotraducció i, preferiblement, hauria d'anar acompanyada d'entrevistes amb els pacients o de la revisió d'un metge.
Un procés comprensiu de validació lingüística que inclogui entrevistes cognitives és vital per demostrar la validesa del contingut de les traduccions que s'utilitzen a l'Administració d'Aliments i Fàrmacs dels Estats Units (FDA en anglès).